# Guido Migliozzi
Guido Migliozzi (Vicenza, 25 gennaio 1997) è un golfista italiano. È un giocatore professionista che gareggia nello European Tour e fa parte della squadra Nazionale italiana.

## Dilettanti
Ha preso parte alle Olimpiadi di Tokyo del 2020, posizionandosi 27º.

## Vittorie professionali (7)

### European Tour vittorie (4)
| No. | Data              | Torneo               | Punteggio di vittoria | Margine | Secondo/i                                   |
| --- | ----------------- | -------------------- | --------------------- | ------- | ------------------------------------------- |
| 1   | 17 marzo 2019     | Magical Kenya Open   | −16 (67-68-64-69=268) | 1 colpo | Adri Arnaus, Louis de Jager, Justin Harding |
| 2   | 2 giugno 2019     | Belgian Knockout     | −3                    | 4 colpi | Darius van Driel                            |
| 3   | 25 settembre 2022 | Cazoo Open de France | −16 (69-71-66-62=268) | 1 colpo | Rasmus Højgaard                             |
| 4   | 23 giugno 2024    | KLM Open             | -11 (68-69-66-70=273) | 1 colpo | Marcus Kinhult, Joe Dean                    |

European Tour playoff record (1–1)
| No. | Anno | Torneo                  | Sfidante                 | Risultato                                |
| --- | ---- | ----------------------- | ------------------------ | ---------------------------------------- |
| 1   | 2021 | Betfred British Masters | Richard Bland            | Perso col par alla prima buca extra      |
| 2   | 2024 | KLM Open                | Marcus Kinhult, Joe Dean | Vinto con birdie alla seconda buca extra |

### Alps Tour vittorie (3)
| No. | Data              | Torneo           | Punteggio di vittoria | Margine | Secondo/i                      |
| --- | ----------------- | ---------------- | --------------------- | ------- | ------------------------------ |
| 1   | 24 settembre 2017 | Open Abruzzo     | −14 (66-68-68-68=270) | Playoff | Alexandre Daydou, Julien Forêt |
| 2   | 29 giugno 2018    | Open La Pinetina | −14 (62-67-67=196)    | 1 colpo | Tom Shadbolt, James Sharp      |
| 3   | 22 settembre 2018 | Open Abruzzo (2) | −18 (67-63-65=195)    | 1 colpo | Paul Elissalde, Julien Forêt   |